# 紹德擬截尾長小蠹
紹德擬截尾長小蠹（学名：Crossotarsinulus sauteri）为長小蠹蟲科擬截尾長小蠹屬下的一个种。